# Piper PA-42

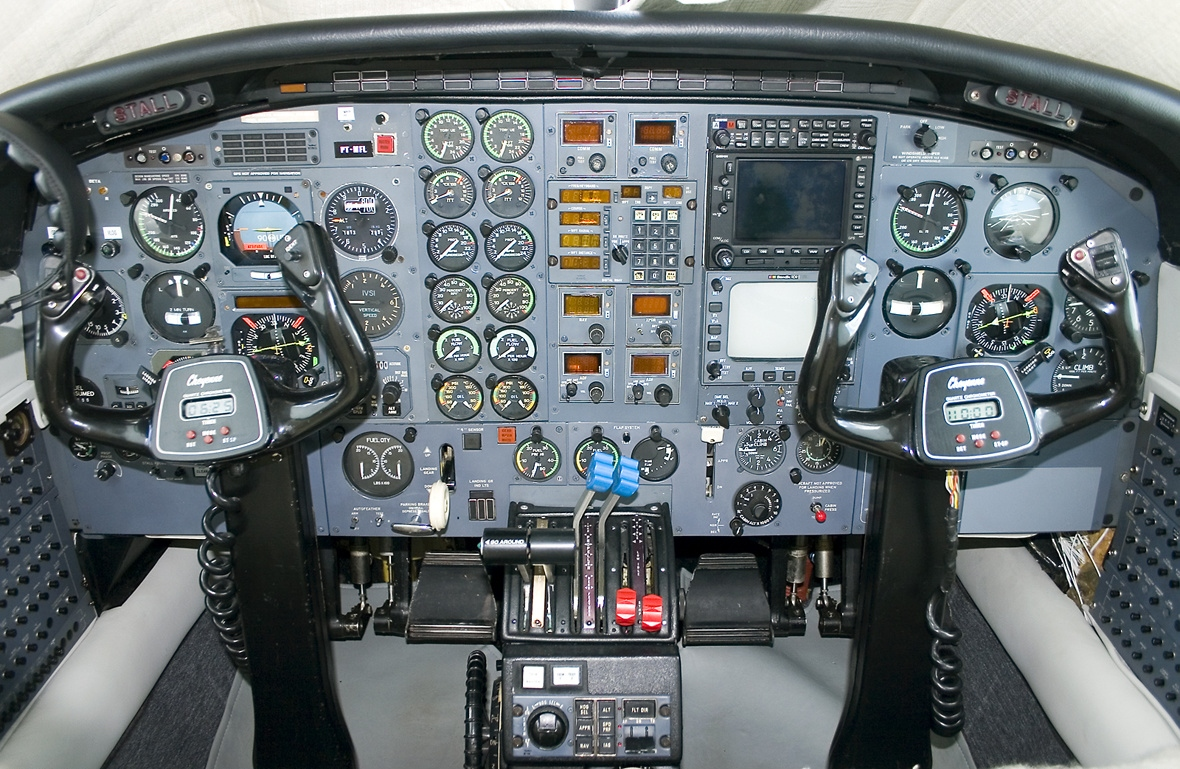
Cockpit einer Piper PA-42 Cheyenne III

Die Piper PA-42 Cheyenne ist ein zweimotoriges Turboprop-Flugzeug in Tiefdeckerauslegung des US-amerikanischen Flugzeugherstellers Piper Aircraft Corporation. Das einfahrbare Bugrad und die beiden in die Triebwerkgondeln einfahrenden Hauptfahrwerke sind jeweils einzelbereift.

## Entwicklung und Konstruktion
Die Cheyenne ist eine Turboprop-Variante der Piper PA-31. Dabei trugen die Cheyenne I und II noch den Namen PA-31 Navajo und entstanden durch Verlängerung des Rumpfes und Einbau eines Turboprop Triebwerkes. Dazu wurden statt der Kolbenmotoren zwei Pratt & Whitney PT6A eingebaut und die Fluggastzelle wurde als Druckkabine ausgelegt. Die Variante bekam die Bezeichnung PA-31T. Der Erstflug fand bereits am 29. August 1969 statt, doch Schwierigkeiten mit der Stabilität der Zelle führten zu wesentlichen Konstruktionsänderungen. Schließlich kamen die ersten Maschinen 1974 zu den Kunden. Es konnten von diesem Typ und einigen Untervarianten 823 Maschinen verkauft werden.
Später kamen weitere Verfeinerungen wie ein T-Leitwerk und eine Verlängerung der Kabine hinzu. Die Maschine wurde dann als Piper PA-42 Cheyenne III bezeichnet. Die erste Kundenmaschine startete am 18. Mai 1979 und stand in direkter Konkurrenz zur Beech King Air, die seit 1974 verfügbar war. Als Triebwerke kamen leistungsgesteigerte PT6A zum Einsatz, die bei 750 shp flat-rated waren, sodass diese Leistung bis zu einer Flughöhe von 16.000 Fuß verfügbar war, ein Vorteil auf hochgelegenen Flugplätzen und bei hohen Außentemperaturen (Hot-and-high-Bedingungen).
In der ab 1984 verfügbaren letzten Version, der Cheyenne IV LS 400 (LS stand dabei für den Namen der Firma Lear Siegler die inzwischen Piper gekauft hatte und die 400 für die Höchstgeschwindigkeit von 400 Knoten) wurden Garret TPE331 Triebwerke mit gegenläufigen Vierblattpropellern mit einer Leistung von 735 kW verwendet. Der Erstflug erfolgte am 23. Februar 1983. Die Produktion wurde im Februar 1993 aufgrund mangelnder Nachfrage nach Fertigung von 192 Maschinen (davon 45 LS 400) eingestellt.
Die Besatzung besteht aus ein bis zwei Piloten, es finden sechs bis neun Passagiere Platz.

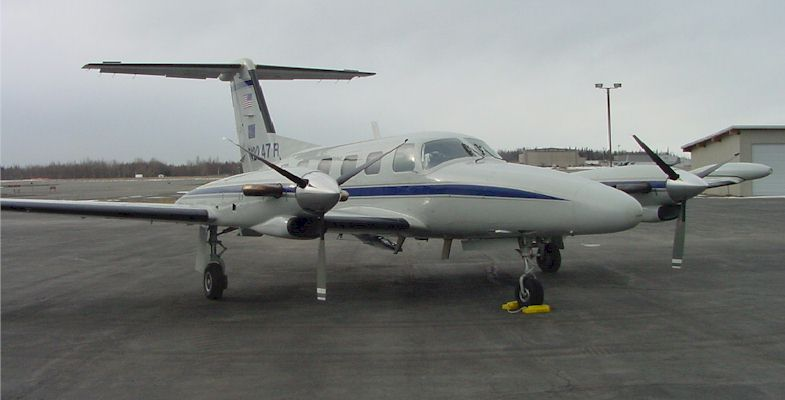
Piper PA-42 Cheyenne IIIA der US-Marshals

Eingesetzt wurde die „Cheyenne IIIA“ zum Beispiel bei der Lufthansa Flight Training als Trainingsflugzeug in der Instrumentenflugausbildung für Piloten der Lufthansa und der Bundeswehr, bis sie vom Cessna Citation Jet CJ1+ abgelöst wurde.

## Zwischenfälle
- Am 28. Juni 1985 kollidierte die PA-42 mit dem Kennzeichen N542TW während eines Nachtanflugs auf den Charlotte Douglas International Airport kurz vor der Landebahn mit einem Baum und stürzte ab. Der 27-jährige Pilot und sein Passagier kamen bei dem Unfall ums Leben und das Flugzeug wurde zerstört.[3]

- Am 31. Oktober 1992 stürzte die Piper PA-42-1000 Cheyenne 400LS mit dem Kennzeichen N250TJ während eines IFR-Anflugs auf den Flughafen Walter Field in Grand Junction, Colorado ab. Die FAA stellte als Ursache eine unsachgemäße Durchführung des Anflugverfahrens und eine daraus resultierende Desorientierung des Piloten fest. Der 35-jährige Pilot und seine zwei Passagiere starben bei dem Unfall. Die Maschine wurde vollständig zerstört.[4]

- Am 5. Mai 2001 ging eine PA-42 (D-IMAY) nach dem Start vom Flughafen Nürnberg zweimal in Folge in einen steilen Sinkflug über, statt auf die angewiesene Flughöhe zu steigen, und schlug schließlich auf dem Boden auf. Der Pilot als einzige Person an Bord wurde beim Aufprall getötet und die Maschine zerstört.[5][6]

- Am 18. Oktober 2006 starteten die PA-42 mit dem Kennzeichen N121CS zusammen mit einer MiG-21 vom Prescott Airport in Prescott, Arizona, um Luftaufnahmen der MiG-21 zu machen. Während des Fluges geriet die PA-42 in den Abgasstrahl der MiG, woraufhin das Leitwerk der Maschine abgerissen wurde und das Flugzeug circa sechzehn Meilen nordöstlich von Prescott abstürzte. Der 40-jährige Pilot und seine vier Passagiere wurden beim Aufprall getötet und das Flugzeug brannte vollständig aus.[7]

- Am 19. Januar 2009 startete eine PA-42-720 Cheyenne IIIA der Firma Heli-Flight (D-IDIA) vom Flughafen Frankfurt Main zu einem Überführungsflug zum Flugplatz Reichelsheim. Nachdem die Maschine die Kontrollzone über den Pflichtmeldepunkt November im Norden Frankfurts verlassen hatte, schlug der Fluglotse dem Piloten vor, den Fluginformationsdienst zu rufen, was der Pilot bestätigte. Circa eine Minute später schlug das Flugzeug in unmittelbarer Nähe der Ortschaft Königstein im Taunus in das ansteigende Gelände des Taunus ein. Bei diesem CFIT (Controlled flight into terrain) wurde der 51-jährige Pilot beim Aufprall getötet und das Flugzeug vollständig zerstört.[8][9]

- Am 5. Mai 2012 startete die PA-42 mit dem Kennzeichen F-GXES zu einem medizinischen Überführungsflug vom Flughafen Saint-Martin - Grand-Case zum Flughafen Martinique. Circa fünf Minuten nach dem Start stürzte das Flugzeug ins Meer. Alle vier Insassen – der Pilot, ein Arzt, eine Schwester und der Patient – kamen bei dem Absturz ums Leben.[10]

- Am 31. März 2017 stürzte eine PA-42-720 Cheyenne III der Itapara Sport Fishing Ltda-ME (PP-EPB) auf dem Weg von Flughafen Manaus nach Sorocaba beim Landeanflug auf den Zielflughafen ab. Die beiden Insassen wurden bei dem Absturz getötet.[11][12]

## Technische Daten
| Kenndaten             | PA-42-720 Cheyenne III                            | PA-42-1000 Cheyenne IV                  |
| --------------------- | ------------------------------------------------- | --------------------------------------- |
| Besatzung             | 1–2                                               | 1–2                                     |
| Passagiere            | 6–9                                               | 6–9                                     |
| Länge                 | 13,23 m                                           | 13,23 m                                 |
| Spannweite            | 14,53 m                                           | 14,53 m                                 |
| Flügelfläche          | 27,2 m²                                           | 27,2 m²                                 |
| Höhe                  | 4,50 m                                            | 5,18 m                                  |
| Leermasse             | 2900 kg                                           | 2717 kg                                 |
| max. Startmasse       | 5125 kg                                           | 5466 kg                                 |
| Triebwerke            | zwei Pratt & Whitney Canada PT6A-41 mit je 535 kW | zwei Garrett TPE331-14A/B mit je 745 kW |
| Höchstgeschwindigkeit | 537 km/h / 290 kn                                 | 688 km/h / 370 kn                       |
| Reisegeschwindigkeit  | 413 km/h / 220 kn                                 | 594 km/h / 320 kn                       |
| Dienstgipfelhöhe      | 10.060 m / FL330                                  | 12.495 m / FL410                        |
| Reichweite            | 3100 km / 1670 nm                                 | 3500 km / 1890 nm                       |